# Municipio de Cut Bank
El municipio de Cut Bank (en inglés: Cut Bank Township) es un municipio ubicado en el condado de Bottineau en el estado estadounidense de Dakota del Norte. En el año 2010 tenía una población de 37 habitantes y una densidad poblacional de 0,4 personas por km².

## Geografía
El municipio de Cut Bank se encuentra ubicado en las coordenadas 48°45′50″N 101°25′50″O / 48.76389, -101.43056. Según la Oficina del Censo de los Estados Unidos, el municipio tiene una superficie total de 93.06 km², de la cual 92,97 km² corresponden a tierra firme y (0,09 %) 0,09 km² es agua.

## Demografía
Según el censo de 2010, había 37 personas residiendo en el municipio de Cut Bank. La densidad de población era de 0,4 hab./km². De los 37 habitantes, el municipio de Cut Bank estaba compuesto por el 94,59 % blancos, el 2,7 % eran amerindios y el 2,7 % eran de una mezcla de razas. Del total de la población el 0 % eran hispanos o latinos de cualquier raza.